# Baños Árabes de Jaén

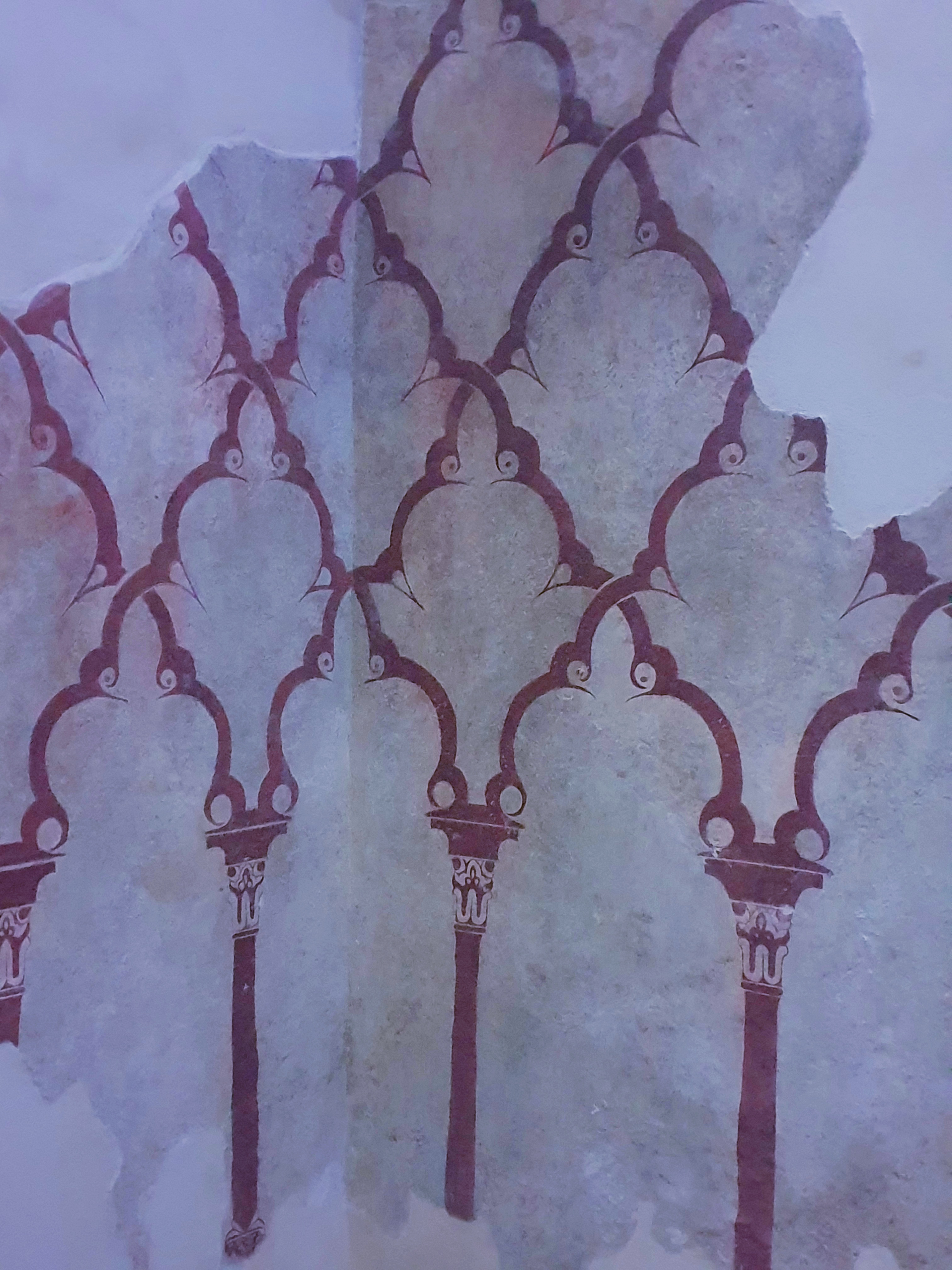
Frescos de época almohade hallados durante la restauración de 2019 en la sala del vestuario.

Los Baños Árabes de la ciudad de Jaén, conocidos como Baño del Niño (en árabe, Hamman al-Walad) están ubicados en los sótanos del Palacio de Villardompardo. Cuentan con una extensión de 450 m², lo que los convierte probablemente en los más grandes de España y Europa, son visitados por más de 55 000 personas al año.
En el mismo palacio también se encuentran el Museo Internacional de Arte Naïf y el Museo de Artes y Costumbres Populares.

## Historia
Fueron construidos en el siglo XI, en 1002, aprovechando los restos de una casa o baño romano con pórtico. Posiblemente reformados en el siglo XII, debido a la presencia de restos de decoración almohade que se conservan en algunas de sus salas.
Tras la conquista de la ciudad en 1246 por Fernando III El Santo se siguieron utilizando durante los primeros años de dominio cristiano. Entre los siglos XIV y XV desaparece su función como baño al establecer los cristianos en sus salas unas tenerías, cuyos restos permanecen aún en las salas templada y caliente.
Y acabaron llenos de escombros para servir de cimiento al actual Palacio. A finales del siglo XVI Fernando de Torres y Portugal, I conde de Villardompardo y VII virrey del Perú, edificó su Palacio sobre los Baños, quedando estos enterrados y ocultos entre los cimientos y sótanos durante los siglos XVIII y XIX, lo que resultó esencial para su mantenimiento.
A principios del siglo XX, el Palacio pasó a formar parte del patrimonio inmobiliario de la Diputación Provincial de Jaén, la cual entre 1901 y 1903 liberó el espacio para construir una Capilla para el Hospicio de Mujeres. En 1913 Enrique Romero de Torres descubrió parte de los Baños durante la realización del Catálogo Monumental de Jaén. Cuatro años más tarde el equipo arqueológico de Manuel Gómez-Moreno propuso que el edificio se declarase Monumento Nacional, hecho que se produjo en 1931, adjudicándose con el número de Registro General 528.
En 1936 comienzan las obras de restauración bajo la dirección de los arquitectos Leopoldo Torres Balbás y Luis Berges Martínez. Estas obras se vieron interrumpidas por el comienzo de la Guerra civil española. En 1970, la Dirección General de Bellas Artes retoma la restauración del edificio encargándosela al arquitecto Luis Berges Roldán, hijo del anterior, completándose en 1984 de la mano de Ferrovial como empresa constructora. La Asociación Europa Nostra otorgó la Medalla de Honor de ese año a la restauración de los Baños Árabes.

## Función
En el mundo islámico el aseo del cuerpo es una obligación religiosa que todo musulmán debe hacer antes de cada una de las cinco oraciones cotidianas. Dado que no todos los ciudadanos podían permitirse tener un baño o Abzan en su casa se crean los baños públicos o Hammam.

## Salas

### Vestíbulo (al-bayt al-maslaj)

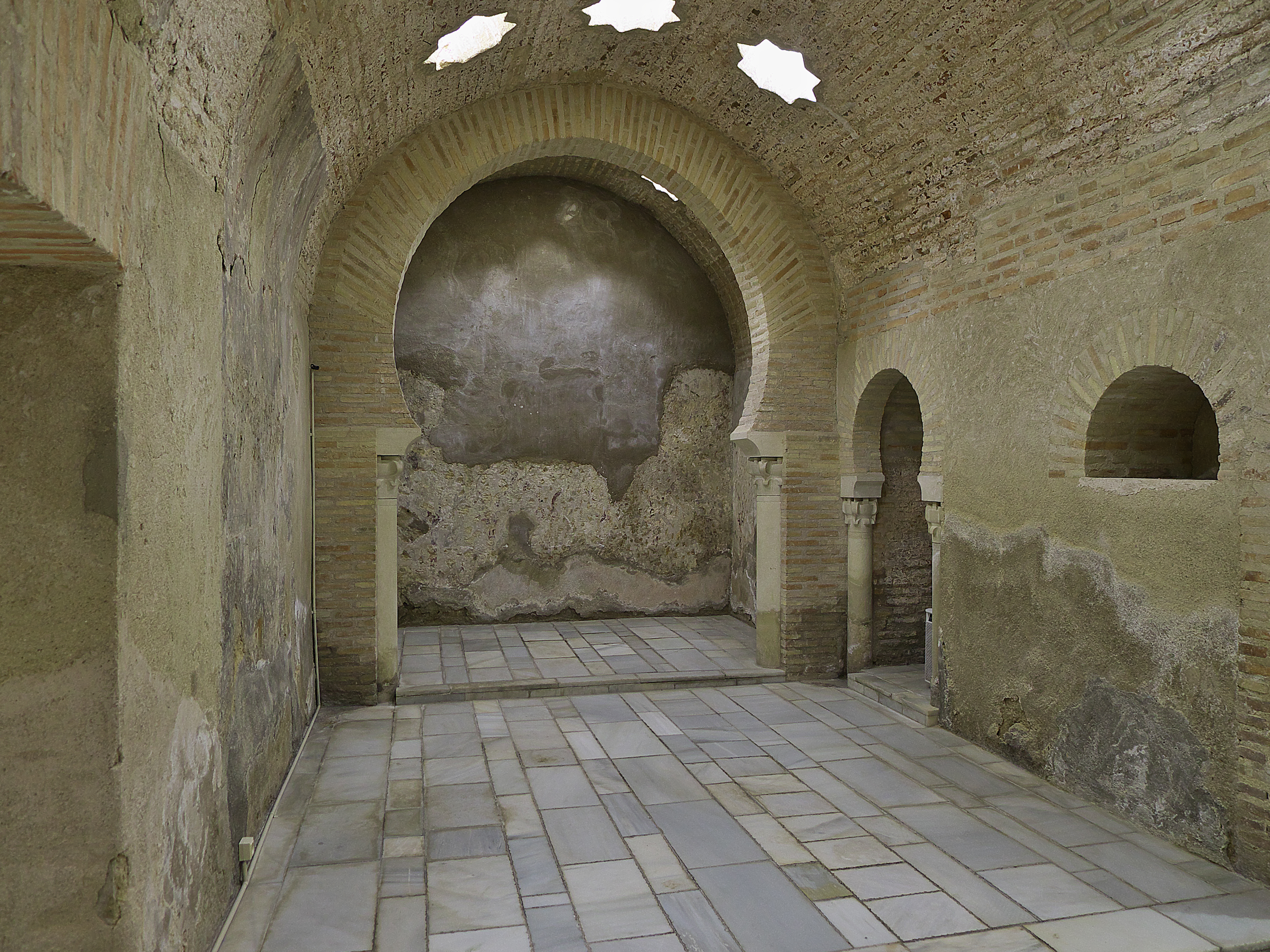
Vestíbulo.

Es la sala de acceso al complejo, se sitúa de modo transversal y presenta una longitud de 14 metros de altura y 3,80 metros de anchura. En ambos extremos de la sala existen dos alcobas separadas del resto por arcos de herradura sobre medias columnas, esquema que se irá repitiendo en todas las demás salas. A ambos lados de la entrada se ubican sendas tacas. La sala está cubierta por bóveda de medio cañón y cuenta con 18 luceras estrelladas. El suelo estuvo revestido de mármol blanco y las paredes enlucidas y pintadas con decoración de arquerías en color rojo sobre fondo blanco. En 2019, tras la restauración de los baños, se descubrieron nuevos frescos almohades en esta sala que suponen el cuádruple de lo conocido.

### Sala fría (al-bayt al-barid)

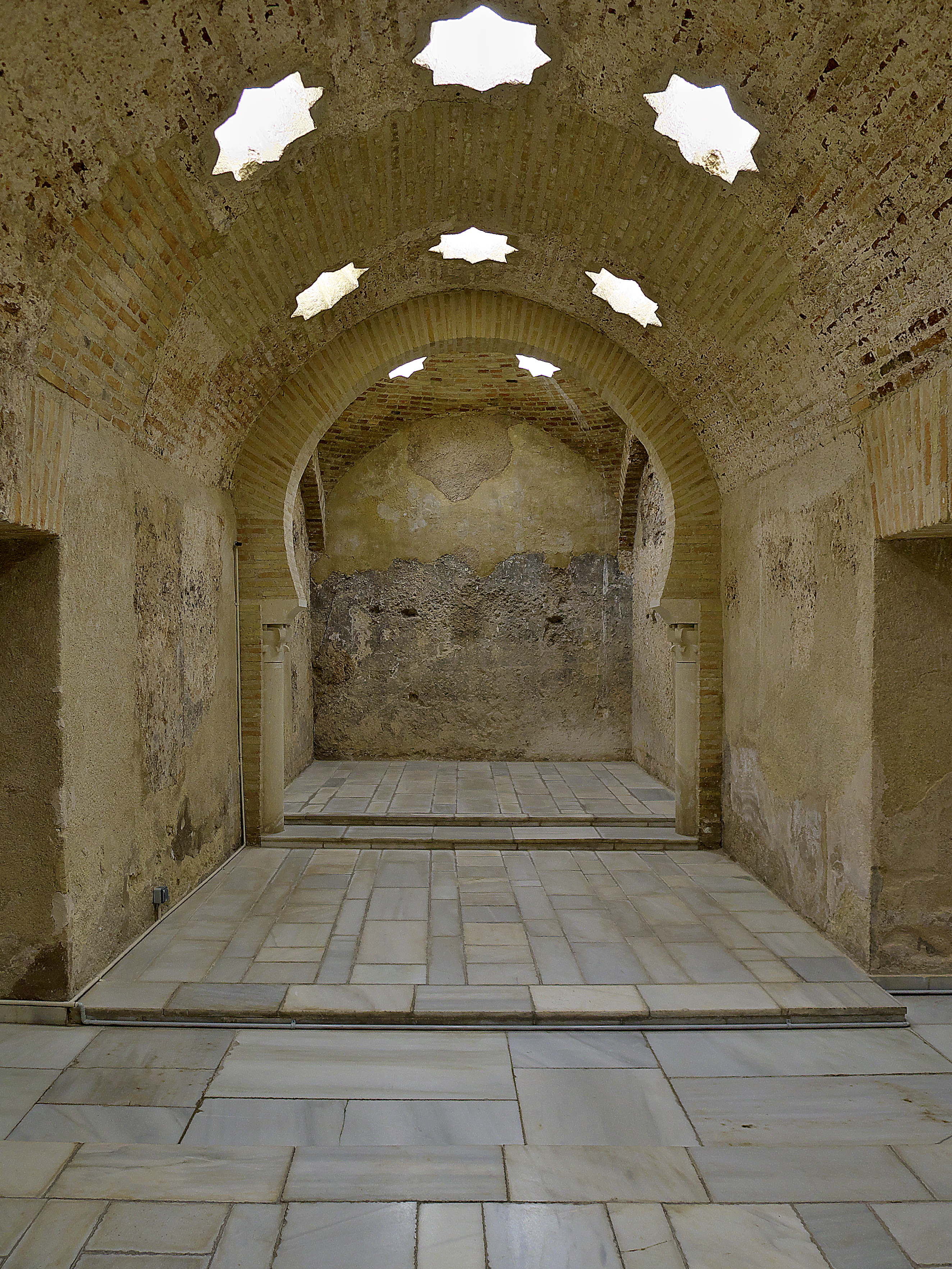
Sala fría

Contigua y similar a la anterior aunque de menor tamaño (11,4 × 3,50 m), está cubierta, igualmente, por bóveda de medio cañón en la que se sitúan 12 luceras. La alcoba situada en el extremo derecho está cubierta con cúpula con 5 luceras.

### Sala templada (al-bayt al-wastani)
Consiste en un gran salón cuadrado de 11´30 m x 11´30 m que encierra otro cuadrado central, éste cubierto por una gran cúpula de casquete semiesférico sobre pechinas. La cúpula no descansa sobre muros macizos sino sobre arcos de herradura soportados por ocho columnas. En las cuatro esquinas del gran salón quedan otras cuatro cúpulas menores, y los espacios restantes se cubren con cuatro bóvedas de medio cañón con 3 luceras en cada una de ellas. Esta gran sala da paso, mediante dos arcos de herradura, a otra sala de 11,30m x 2,80 m que preside todo el conjunto y que está cubierta mediante bóveda de medio cañón; teniendo, sendas alcobas en los extremos cubiertas con cúpulas con luceras.

### Sala caliente (al-bayt al-sajum)

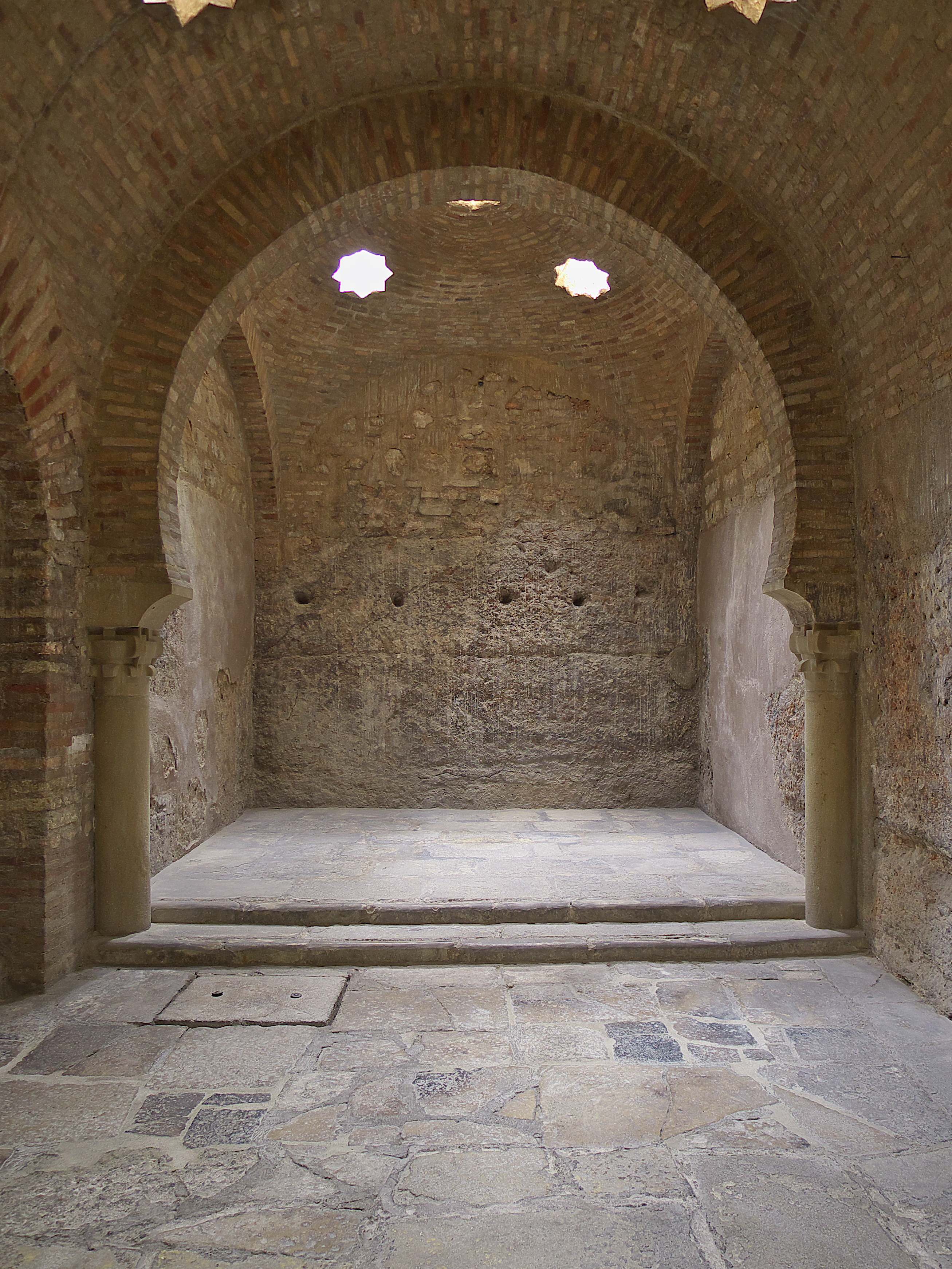
Alcoba de la sala caliente.

Presenta unas dimensiones de 15,90 m de longitud por 3,30 m de anchura, es similar a las salas anteriores. Está cubierta con bóveda de medio cañón con 15 luceras y con sendas alcobas en los extremos con 5 luceras cada una de ellas. Está situada junto a las calderas donde se calentaba el agua, de modo que sus muros están recorridos por chimeneas ocultas por las que circulaba el aire caliente. En el centro de la sala, un gran arco abocinado la separa del lugar donde estaba la caldera. A ambos lados de este arco central, dos pequeñas estancias, contienen: una, un baño cuadrado de asiento y la otra, dos tinajas. Bajo su suelo de piedra, sustentado por pequeños pilares de ladrillo, se encuentra una cámara por la que circulaba el aire caliente que calentaba en suelo de la sala.

## Rodajes
A finales de octubre de 2007, los baños árabes sirvieron como escenario en la película La conjura de El Escorial del director Antonio del Real.